# Monmouth (Iowa)
Monmouth es una ciudad ubicada en el condado de Jackson en el estado estadounidense de Iowa. En el Censo de 2010 tenía una población de 153 habitantes y una densidad poblacional de 105,11 personas por km².

## Geografía
Monmouth se encuentra ubicada en las coordenadas 42°4′30″N 90°52′56″O / 42.07500, -90.88222. Según la Oficina del Censo de los Estados Unidos, Monmouth tiene una superficie total de 1.46 km², de la cual 1.46 km² corresponden a tierra firme y (0%) 0 km² es agua.

## Demografía
Según el censo de 2010, había 153 personas residiendo en Monmouth. La densidad de población era de 105,11 hab./km². De los 153 habitantes, Monmouth estaba compuesto por el 98.04% blancos, el 0.65% eran afroamericanos, el 0% eran amerindios, el 0.65% eran asiáticos, el 0% eran isleños del Pacífico, el 0% eran de otras razas y el 0.65% pertenecían a dos o más razas. Del total de la población el 1.96% eran hispanos o latinos de cualquier raza.